# Johann Christian Jauch senior

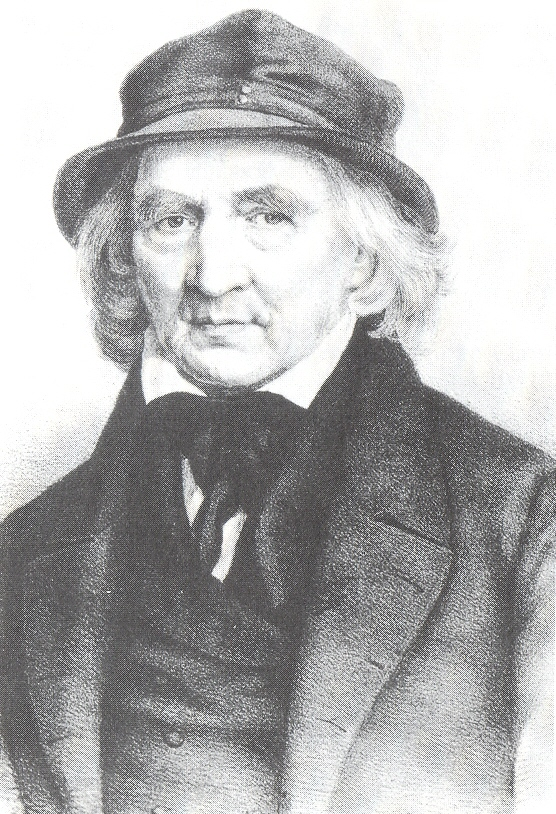
Johann Christian Jauch senior um 1840 (Porträt von Otto Speckter)

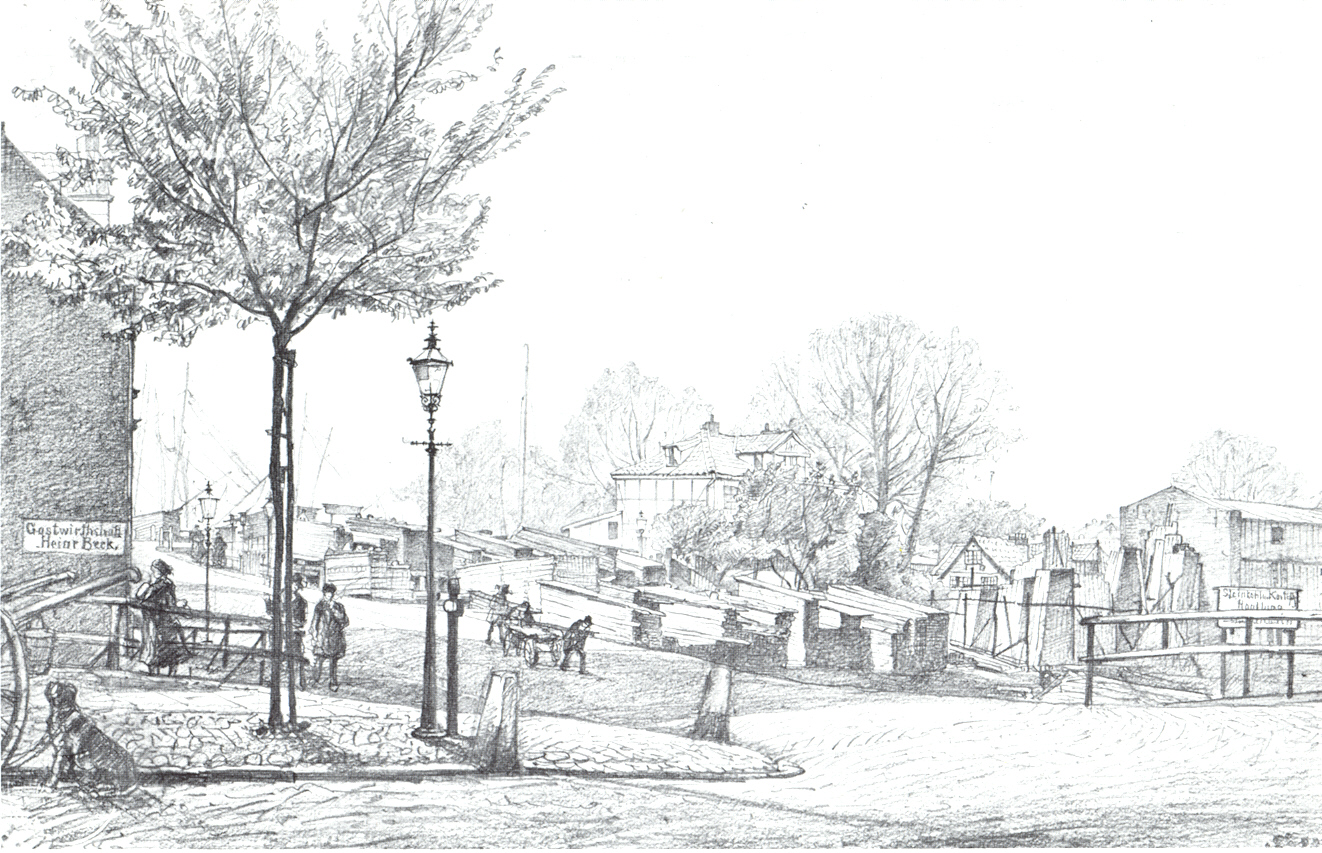
Holzlager zwischen der Bankstraße und dem Stadtdeich (Bleistiftzeichnung von Ebba Tesdorpf 1884)

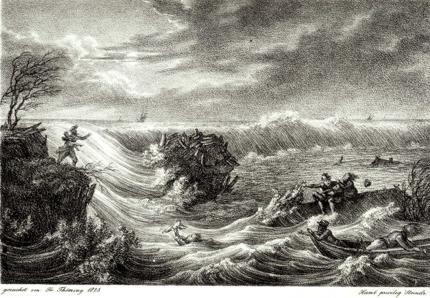
Bruch des Stadtdeichs vor Hamburg während der Februarflut 1825 (Lithographie nach Friedrich Thöming)

Johann Christian Jauch sen. (* 11. Januar 1765 in Lütau; † 14. Januar 1855 in Hamburg, ± Jauchsche Familiengruft auf dem Hammer Friedhof), eigentlich Johann Christian Barthold Wilhelm Jauch, war ein hanseatischer Kaufmann.

## Herkunft und Familie
Jauch ist der Stammvater des hanseatischen Zweiges des Geschlechts Jauch.
Jauchs Großvater war Johann Christian Jauch (1702–1778), Erster Domherr und Vizedekan des Domstifts Bardowick. Sein Vater Johann Georg Jauch (1727–1799), Fabrikant und Kaufmann zu Lauenburg/Elbe, entführte als seinerzeitiger Kurfürstlich-Sächsischer Offizier 1754 Anna, die Tochter des Hamburger Senatssyndicus und Herrn auf Horst, Johann Baptista Mutzenbecher (1691–1759), Großnichte des Hamburger Senators Matthias Mutzenbecher (1693–1735), und heiratete sie. Nach dem Tode seiner ersten Frau heiratete er in zweiter Ehe die Mutter Johann Christians, Catharina Louise Seetzen (1739–1788), Tochter des Königlich-Großbritannischen und Kurfürstlich-Braunschweig-Lüneburgischen Gerichtsschultheißen zu Lauenburg Albrecht Ludolf Seetzen.
Jauch war Nachkomme des streitbaren Theologen der Reformationszeit Salomon Gesner und des ersten evangelischen Hamburger Bürgermeisters Johann Wetken, der maßgeblich war für die Einführung der Reformation in Hamburg.
Jauch heiratete 1801 Charlotte Fagel (1772–1841), Tochter des Schiffsherrn zu Lauenburg Jürgen Christian Fagel, mit der er sieben Kinder hatte.
Sein Enkel war der Repräsentant der Notabeln in der Hamburgischen Bürgerschaft August Jauch (1861–1930). Sein Urenkel war Otto von Feldmann (1873–1945), Chef der Operationsabteilung in der türkischen Obersten Heeresleitung während des Ersten Weltkriegs. Die hanseatische Philanthropin Auguste Jauch (1822–1902) war seine Schwiegertochter. Zu seinen Nachkommen gehört der Fernsehmoderator Günther Jauch (* 1956).
Jauchs Cousin war der Lübecker Bürgermeister, Dichter und Aufklärer Christian Adolph Overbeck (1755–1821), sein Neffe der Abgeordnete der Frankfurter Nationalversammlung Albert August Wilhelm Deetz (1798–1859). Sein Urgroßneffe war Ludwig Gümbel, Schiffbauingenieur, Ordinarius an der TH Berlin und maßgeblich beteiligt am Aufbau der deutschen U-Boot-Flotte. 

## Leben

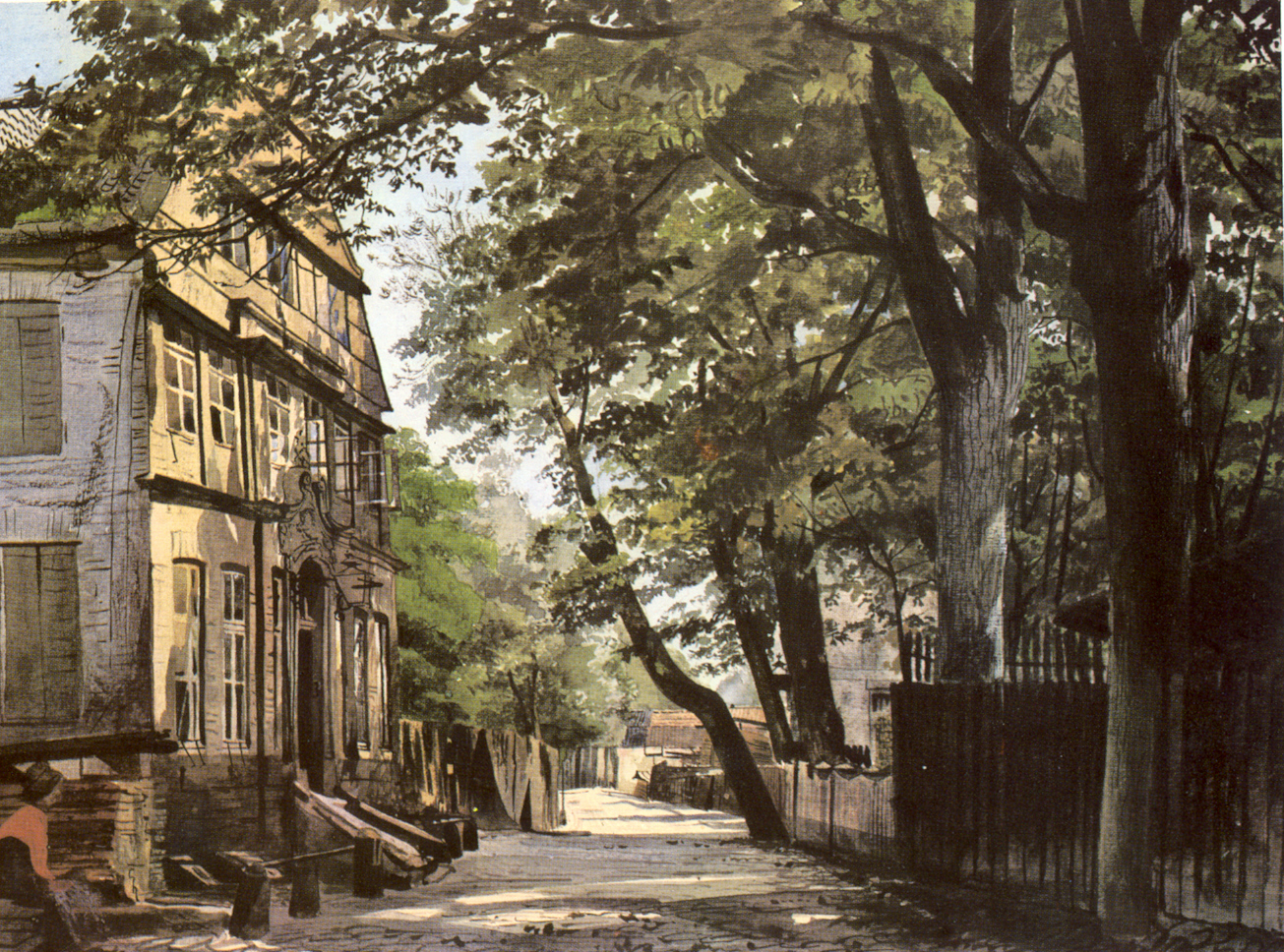
Hamburg, Stadtdeich 9
Kontor von J. C. Jauch & Söhne
1891 Jauchsche Stiftung
„Heim für alte Männer“
zerstört 1943 (Operation Gomorrha)
(Aquarell Ebba Tesdorpf um 1880)

Jauch trat in die Holzhandlung seines Großonkels Carl Daniel Jauch (1714–1795) in Hamburg ein, welche dieser nach Verlagerung seiner Geschäfte von Lüneburg nach Hamburg seit 1752 dort betrieb. Er erwarb 1799 das Bürgerrecht in Hamburg, führte das Handelsgeschäft zunächst als Holzhandlung J.C. Jauch fort, verlagerte es in der Folge in den Stadtdeich 9, das Hamburger Stammhaus der Familie am Holzhafen, und baute das Unternehmen zum marktbeherrschenden Holzgroßhandelsgeschäft der Hansestadt mit ausgedehnten Geschäftsbeziehungen nach Polen und nach Russland aus. Neben dem genannten Stadtdeich 9 gehörte Moritz Jauch (1804–1876) Stadtdeich 3 und Johann Christian Jauch junior (1802–1880) Stadtdeich 189, während der unverheiratete dritte Sohn Carl Daniel Jauch (1806–1866) bei seinem Vater wohnte.
1832 wurde Jauch Großbürger zu Hamburg. 1841 nahm er seine Söhne in die Firma auf und war bis fünf Tage vor seinem Tod Teilhaber und Seniorchef der so begründeten Holzhandlung J. C. Jauch & Söhne. Durch den Brand der Stadt Hamburg im Jahre 1842 und den jahrelangen Wiederaufbau der zerstörten Stadtteile gelangte die bereits wohlhabende Familie zu beträchtlichem Reichtum. 1846 erwarben sein Sohn Johann Christian Jauch junior (1802–1880) und sein Enkel Carl Jauch (1828–1888), der eine eigene Holzhandlung betrieb, das Gut Wellingsbüttel bei Hamburg als Landsitz und Jagdgrund.
Jauch war von 1820 bis 1833 Deichgeschworener und Ältester Deichgeschworener des Hammerbrook. Er leitete die Schutzmaßnahmen beim Hammerbrooker Deichbruch während der Februarflut 1825.
Jauch war ein kunstsinniger Mann. In engem Kontakt mit ihm stand der Neffe seiner Frau, der aus Hamburg stammende Maler, Lithograf und Schulprofessor Johann Carl Koch, der u. a. Stiche nach Gemälden von Jauchs Neffen Friedrich Overbeck (1789–1869) fertigte. Regelmäßiger Gast in seinem Hause war der für das Musikleben Hamburgs bedeutsame Theodor Avé-Lallemant (1806–1890), der später Jauchs Tochter Wilhelmine (1809–1893) heiratete. 1820 gehörte er zu den Bürgern, die das erfolgreiche „Fundraising“ betrieben für den Bau des Allgemeinen Krankenhauses St. Georg, des ersten städtischen Krankenhauses in Hamburg.

## Jauchs Haus Stadtdeich 9
Das Areal wurde nach dem Erwerb des Hauses Stadtdeich 9 (auch als Stadtdeich 10 bezeichnet) – „Jauch’sches Haus“ – durch den Zukauf zahlreicher Grundstücke bis zur Bankstraße und zur Schleusenstraße ausgedehnt, so das „achter Jauch sin Plank“ für den sich östlich anschließenden Teil des Stadtdeichs zur gebräuchlichen Ortsbezeichnung wurde.
Im westlichen Teil des Stadtdeichs hatten Kaufleute aus der Innenstadt nach 1700 ihre reich ausgestatteten Landhäuser errichtet, zu denen auch der Stadtdeich 9 gehörte. Da von hier aus der Holzhandel mit Frankreich, England, Spanien und Portugal betrieben wurde, hatten nach und nach Holzhändler und Sägewerksbesitzer am Stadtdeich ihren Sitz genommen. Der Stadtdeich wurde jetzt auch Krondiek oder Kronendeich genannt, weil in seinem der Stadt zugewandten Teil nunmehr „reiche, feine Leute“ im Gegensatz zur ärmeren Umgebung wie dem südlichen Hammerbrook wohnten. Den lärmenden Durchgangsverkehr hielt ein Sperrpfahl fern, zu dem nur die Deichgeschworenen einen Schlüssel hatten. 1825 wurde auch das Reiten auf dem Stadtdeich verboten. Während dies den Bewohnern vor allem der westlichen, stadtnahen Besitzungen die gewünschte Ruhe brachte, verursachte es den meisten Anwohnern einige Beschwernisse. Die Jauch selbst fuhren ungehindert über die angrenzende Bankstraße und die Schleusenstraße, bis zu denen sich ihr Besitz erstreckte, auf ihr Grundstück.
Jauch Sohn Johann Christian (1802–1880) legte links neben dem Haus einen Zwinger für die von seinen Russlandreisen mitgebrachten Bären und rechts einen bis zur Bankstraße reichenden Hirschpark an, die bis 1879 bestanden.
Der Dichter Friedrich Hebbel schrieb seiner Lebensgefährtin Elise Lensing, die viele Jahre im Stadtdeich 43 gelebt hatte, nach deren Wegzug 1844:

„Es kann nur zur Beruhigung für mich gereichen, daß ich Dich nicht unter Katzen, Schlangen und Bären, wie auf dem Stadtdeich, sondern unter Menschen weiß.“

1891 widmete Jauchs Schwiegertochter, die Hamburger Wohltäterin Auguste Jauch, mit ihrem Sohn Hermann das Haus um in ein Stift Heim für alte Männer als Freiwohnungsstätte für bedürftige Arbeiter. 1933 wurde das Haus von der Familie umfassend renoviert.
Der Stadtdeich 9 (teilweise auch als Stadtdeich 10 bezeichnet) wurde 1933 unter Nummer 107 in die Liste der Kulturdenkmäler im Hamburger Bezirk Hamburg-Mitte aufgenommen. 1947 wurde er nach seiner Zerstörung in der Operation Gomorrha im Zweiten Weltkrieg ausgetragen.

## Ahnentafel
| Vorfahren von Johann Christian Jauch senior (Auszug) | Vorfahren von Johann Christian Jauch senior (Auszug) | Vorfahren von Johann Christian Jauch senior (Auszug) | Vorfahren von Johann Christian Jauch senior (Auszug) | Vorfahren von Johann Christian Jauch senior (Auszug) |
| ---------------------------------------------------- | --- | --- | --- | --- |
| 6. Vorfahren- generation                             | Hieronymus Rhüden (1542–1620) Lüneburgischer Stadtsuperintendent und Hauptpastor an St. Johannis (Lüneburg) ⚭ um 1580 Anna Elebek (1558–1630) Tochter des Ratmanns Peter Elebek Letzte des Lüneburger Patriziergeschlechts | Dr. iur. Peter Claassen (1558–1637) Erster Domherr des Hochstifts Ratzeburg ⚭ um 1590 Anna Kahrstedt (1574–1601) Tochter des Bürgermeisters von Ratzeburg und Landrentmeisters Andreas Kahrstedt | Salomon Gesner (1559–1605) Professor und Rektor der Universität Wittenberg sowie Propst an der Schlosskirche zu Wittenberg ⚭ 1586 Margareta Andrae († nach 1622) | Bernhard Werenberg (1577–1643) Professor am Akademischen Gymnasium zu Hamburg ⚭ 1615 Margarete Langermann (1588–1651) Ururenkelin des ersten evangelischen Hamburger Bürgermeisters Johann Wetken |
| 5. Vorfahren- generation                             | Georg Rhüden (1592–1670) Erster Domherr und Vizedekan am Dom zu Bardowick ⚭ 1614 Clara Claassen (1595–1668) | Georg Rhüden (1592–1670) Erster Domherr und Vizedekan am Dom zu Bardowick ⚭ 1614 Clara Claassen (1595–1668)                                                                                      | Heinrich Janichius (1595–1655) Archidiakon an der Hauptkirche Sankt Katharinen (Hamburg) ⚭ 1630 Maria Gesner (1592–nach 1656)                                    | Jacob Werenberg (1616–1681) Pastor an St. Hippolyt zu Amelinghausen ⚭ 1652 Anna Laubengeist |
| 4. Vorfahren- generation                             | Dr. iur. Barthold Rhüden (1630–1693) Advokat zu Hamburg ⚭ 1659 Anna Margareta Janichius (1634–1708) | Dr. iur. Barthold Rhüden (1630–1693) Advokat zu Hamburg ⚭ 1659 Anna Margareta Janichius (1634–1708)                                                                                              | Dr. iur. Barthold Rhüden (1630–1693) Advokat zu Hamburg ⚭ 1659 Anna Margareta Janichius (1634–1708)                                                              | Jacob Philipp Werenberg (1655–1705) Pastor an St. Hippolyt zu Amelinghausen ⚭ N.N. |
| Urgroßeltern                                         | Barthold Rhüden (1669–1753) Erster Domherr und Vizedekan am Dom zu Bardowick ⚭ 1709 Johanne Ottilie Werenberg (* um 1690)                                                                                                  | Barthold Rhüden (1669–1753) Erster Domherr und Vizedekan am Dom zu Bardowick ⚭ 1709 Johanne Ottilie Werenberg (* um 1690)                                                                        | Barthold Rhüden (1669–1753) Erster Domherr und Vizedekan am Dom zu Bardowick ⚭ 1709 Johanne Ottilie Werenberg (* um 1690)                                        | Barthold Rhüden (1669–1753) Erster Domherr und Vizedekan am Dom zu Bardowick ⚭ 1709 Johanne Ottilie Werenberg (* um 1690)                                                                         |
| Großeltern                                           | Johann Christian Jauch (1702–1778) Erster Domherr und Vizedekan am Dom zu Bardowick ⚭ 1725 Clara Maria Rhüden (1710–1775)                                                                                                  | Johann Christian Jauch (1702–1778) Erster Domherr und Vizedekan am Dom zu Bardowick ⚭ 1725 Clara Maria Rhüden (1710–1775)                                                                        | Johann Christian Jauch (1702–1778) Erster Domherr und Vizedekan am Dom zu Bardowick ⚭ 1725 Clara Maria Rhüden (1710–1775)                                        | Johann Christian Jauch (1702–1778) Erster Domherr und Vizedekan am Dom zu Bardowick ⚭ 1725 Clara Maria Rhüden (1710–1775)                                                                         |
| Johann Christian Jauch senior (1765–1855)            | | | | |